# خانه دیگری
خانه دیگری فیلمی به کارگردانی و نویسندگی بهنوش صادقی و تهیه‌کنندگی عباس اکبری محصول سال ۱۳۹۴ است.

## خلاصه داستان
این فیلم داستان زندگی «مرجان» را روایت می‌کند که می‌بایست ظرف ۱۰ روز، پولی را برای پدرش تهیه کند. او در طی این مسیر با موانعی روبرو می‌شود که زندگی زناشویی‌اش را نیز تحت‌الشعاع قرار می‌دهد.

## بازیگران
| بازیگر        | نقش   |
| ------------- | ----- |
| لیلا زارع     | مرجان |
| گوهر خیراندیش | اکرم  |
| پژمان بازغی   | سهیل  |
| ناصر هاشمی    | حبیب  |
| مهنوش صادقی   |       |
| علیرضا جعفری  | هرمز  |
| روشنک گرامی   | شکوفه |
| متین ستوده    | پرستو |
| رابعه مدنی    | پیرزن |